# Cavalier vert
Cavalier vert (titre original : Green Rider) est un cycle de high fantasy écrit par la romancière américaine Kristen Britain.
Le cycle raconte les destins croisés de Karigan G’ladheon, jeune femme appelé à devenir cavalier vert, de Alton D’Yer, héritier d’une des provinces du royaume et cavalier vert, et de Zacharie Basseterre, roi de Sacoridie et seigneur de Basseterre, dans leur combat pour sauver la Sacoridie des forces maléfiques du Voile noir, mais aussi des menaces intérieures que sont le Second empire ou tout simplement les manœuvres politiques.

## Résumés

### Tome 1:Cavalier vert
Karigan G'ladheon, jeune élève au caractère bien trempé du prestigieux collège de Sélium, en fugue après avoir été sanctionnée pour avoir donné une leçon à un fils de noble, rencontre un membre des Cavaliers Verts, les messagers personnels du roi. Mourant, ce Cavalier remet à Karigan des missives pour le souverain, qu'elle accepte. Dès lors, elle se retrouve plongée dans un complot menaçant la stabilité du royaume de Sacoridie, et les instigateurs envoient des assassins après la toute fraîche Cavalière Verte, qui n'a que sa monture et les  mystérieux pouvoirs inhérents à son nouveau statut pour sauver sa vie...

### Tome 2:La Première Cavalière
Après avoir mis un terme au complot du prince Amilton pour assassiner le roi et s'emparer du trône de Sacoridie, Karigan est rentrée à Corsa pour finir ses études et travailler auprès de son père. Mais l'Appel qui la pousse à reprendre le manteau des Cavaliers Verts est inexorable, et elle finit par réintégrer le Drôme, l'institution chapeautant les Cavaliers Verts. Accompagnant une délégation envoyée par le roi Zacharie pour reprendre contact avec le peuple des Élétiens, Karigan et ses compagnons se retrouvent brutalement confrontés à une antique menace : Mornhavon l'Obscur — l'ennemi juré du royaume de Sacoridie, vaincu mille ans auparavant — est de retour, ainsi que ses partisans qui ont vécu cachés au sein de la population, l'affaiblissement du mur magique de D'yer permettant à son esprit de se libérer. Pour l'arrêter, Karigan devra s'en remettre à l'esprit de Lil Ambriodhe, la Première Cavalière Verte...

### Tome 3:Le Tombeau du roi suprême
Deux ans après être parvenue à transporter l’esprit de Mornhavon l'Obscur dans l’avenir, gagnant ainsi du temps pour le royaume pour se préparer à son retour, Karigan G'ladheon est une Cavalière Verte vétéran. Mais les partisans de Mornhavon se sont rassemblés au sein du Second Empire, bien décidés à accomplir la tâche que leur antique maître n'avait pu remplir: détruire le royaume de Sacoridie. Pire encore, le Second Empire est dirigé par une puissante nécromancienne surnommée « Grand-Mère », héritière de générations à étudier la magie noire, une force oubliée contre laquelle les Sacoridiens ne savent plus du tout se défendre, et cette dernière a mis au point un plan horrible pour anéantir la Sacoridie...

### Tome 4:Le Voile noir
Les Élétiens, peuple mythique qui a repris contact avec la Sacoridie après la défaite de Mornhavon l'Obscur, annonce son intention d'envoyer une force de reconnaissance dans la forêt du Voile Noir — prison de l'esprit de Mornhavon et lieu autrefois connu sous le nom d'Argenthyne, la plus grande cité des Élétiens — pour évaluer la menace qu'elle pose après mille ans d'enfermement derrière le mur de D'Yer, affaibli mais avec un nouvel espoir de réparation. Apprenant cette nouvelle, le roi Zacharie exige que des Sacoridiens se joignent à l'expédition. Karigan est toute désignée pour cette tâche. Elle est un Cavalier Vert aguerri qui a remporté des succès sans équivalent, ce qui lui a valu d'ailleurs d'être anoblie en tant que Chevalier du Royaume de Sacoridie.
Or, outre les dangers déjà surnaturels de la fôret, le Second Empire envoie sa propre expédition afin non seulement de récupérer pour leur compte les sombres secrets du Voile Noir, mais aussi de saboter les réparations du Mur de D'Yer. Et comme si cela ne suffisait pas, l'anoblissement de Karigan plonge cette dernière dans les intrigues de cour, et la Cavalière découvre que les sentiments interdits qu'elle et le roi Zacharie éprouvent l'un pour l'autre la mettent désormais autant en danger que n'importe quel champ de bataille, si pas plus...

### Tome 5:Un éclat d'argent
Après une nouvelle confrontation contre Mornhavon l'Obscur, Karigan se retrouve envoyée dans un avenir ou le Second Empire a soumis la Sacoridie et est devenu l'Empire Ophidien, un régime oppressif qui maintient son pouvoir par la peur et par la force. Isolée et sans repère, Karigan trouve refuge chez un archéologue et opposant à l'Empire, qui prépare une insurrection dans l'ombre. Karigan va devoir apprendre les coutumes de cette nouvelle société si elle veut avoir une chance d'échapper aux autorités impériales et de découvrir le moyen d'empêcher l'avènement de ce futur infernal...

### Tome 6:La Flamme et la Glace
De retour d'un futur voyant la victoire du Second Empire, Karigan part sur une nouvelle mission : retrouver les légendaires p’ehdroses dans le Nord afin de raviver une ancienne alliance-clé qui permettrait d'empêcher la soumission de la Sacoridie. Accompagnée de sa meilleure amie Estral et de l'Élétien Enver, leur route croise dans la Forêt Solitaire la base du Second Empire, qui a asservi les populations environnantes et qui se lance dans une nouvelle tentative pour renverser le royaume de Sacoridie. En outre, le roi Zacharie est capturé par un élémentaire de glace et ensuite réduit en esclavage par le Second Empire. Capturée à son tour, Karigan parviendra-t-elle à libérer le roi Zacharie et empêcher les funestes projets de Grand-Mère de porter leur fruits ?

### Tome 7:Le Clair d'hiver
L'expédition de Karigan G’ladheon dans le Nord s'est soldée par un double succès majeur : d'une part l'antique alliance avec les P'ehdroses contre Mornhavon l'Obscur et ses partisans a été ressuscitée, et d'autre part le Second Empire a perdu non seulement sa principale base d'opération mais aussi sa dirigeante, la nécromancienne appelée Grand-Mère, tuée quand son projet pour détruire la Sacoridie s'est retournée contre elle. Mais Karigan n'est pas sortie indemne de cette épreuve : même si elle se remet péniblement des sévices subis lors de sa captivité entre les mains Second Empire et de son principal bourreau, une psychopathe sadique du nom de Nyssa, Karigan reste hantée par le spectre de sa tortionnaire et les douloureux souvenirs de ses échecs.
Sans avoir le temps d'achever son repos, Karigan découvre que le Second Empire, désormais sous le commandement du général Bouleau, cherche à s'emparer d'une position stratégique qui lui permet de diviser les forces de la Sacoridie et de menacer la capitale du royaume. Pour ce faire, Bouleau s'est associé aux Lions Ressuscités, une antique secte guerrière d'élite dévouée à la cause de Mornhavon l'Obscur et du Second Empire, et aux Pillards de Darrot, une bande criminelle qui a des comptes personnels à régler avec les Cavaliers Verts et qui parviennent à enlever leur commandant, la colonelle Stèle. Ayant été promue à un poste d'autorité au sein des Cavaliers, Karigan va devoir non seulement lutter contre les ennemis de la Sacoridie, mais aussi contres ses démons intérieurs si elle veut pouvoir remporter la victoire.

## Série
La série a d'abord été éditée en grand format par la maison d'édition Milady, pour ensuite être rééditée par la maison mère, Bragelonne, en grand format. Une nouvelle réédition en format de poche est paru chez Milady.
1. Cavalier vert, Milady, 2008 ((en) Green Rider, 1998)
2. La Première Cavalière, Milady, 2009 ((en) First Rider's Call, 2003)
3. Le Tombeau du roi suprême, Milady, 2009 ((en) The High King's Tomb, 2007)
4. Le Voile noir, Bragelonne, 2011 ((en) Blackveil, 2011)
5. Un éclat d'argent, Bragelonne, 2015 ((en) Mirror Sight, 2014)
6. La Flamme et la Glace, Bragelonne, 2018 ((en) Firebrand, 2017)
7. Le Clair d'hiver, Bragelonne, 2022 ((en) Winterlight, 2021)

- (en) The Dream Gatherer, 2018, recueil de nouvelles
- (en) Spirit of the Wood, 2023

## Personnages

### Personnage principal
- Karigan G’ladheon
Fille de Stevic et Kariny G’ladheon et héritière du clan de marchands du même nom, originaire de l’île Noire et établi à Corsa. Elle est la descendante de Hadriax el Fex, lieutenant arcosien de Mornhavon l’Obscur qui, après avoir trahi celui-ci au profit de la paix, a choisi de porter le nom de Galadheon signifiant « traître » dans sa langue.
Alors qu’elle avait fugué de l’école de Selium pour rejoindre la maison du clan, elle entend l’appel des cavaliers lorsqu’elle croise le chemin de son prédécesseur mourant F’ryan Cobblebaie. Le pouvoir de sa broche est de franchir les voiles des mondes et par là même de voyager dans l’espace et le temps à travers les limbes, cependant le monde contemporain au récit connaissant une période pauvre en source de magie, elle ne peut en temps normal que se tenir sur le seuil et devenir presque invisible. Sa broche est celle que portait la première cavalière, Lil Ambrioth. Elle la désigne comme l’avatar de Ouestrion, le dieu de la mort.
Les Élétiens la considère comme touchée par la grâce de Laurelyne, leur première reine.
Elle a des sentiments amoureux pour le roi Zacharie qui sont réciproques, mais ne peut les exprimer pour des raisons d’État.

### Personnages secondaires
- Larenne Stèle

Capitaine des Cavaliers Verts, son aptitude lui permet de déceler la vérité dans les paroles de n'importe qui. Elle est aussi une Conseillère et une proche amie du roi Zacharie.
- Estora Coutre

Fille aînée du Prince-gouverneur Coutre, elle est une amie et proche confidente de Karigan. Elle devient l'épouse du roi Zacharie.
- Stevic G'ladheon

Père de Karigan, il est aussi le chef du clan de négociants de textiles le plus puissant de la Sacoridie. Il fournit les Cavaliers Verts en habits à la suite d'une promesse qu'il a faite à leur capitaine.
- Zacharie Basseterre

Jeune roi de Sacoridie récemment monté sur le trône à la suite de la mort de son père. Il était le fils cadet, mais son père avait vu en lui un meilleur dirigeant et l'a nommé héritier de la couronne, ne laissant à son frère ainé que la régence de la province du clan de Basseterre. Un complot à son encontre, monté par son frère, emmènera Karigan G’ladheon à devenir Cavalier Vert.
Éprouvant des sentiments amoureux à l’égard de Karigan, la raison d’état l’amènera à faire un mariage de convenance avec Estora Coutre, fille aînée du seigneur de la province du même nom.
- Alton D’Yer

Héritier du seigneur de la province D’Yer, il a été appelé dans les rangs des cavaliers verts avant le début du récit.
Longtemps tenu à l'écart du service actif en raison des dangers que représente celui-ci et de son statut d'héritier, c'est pourtant ce dernier qui l'amènera à être le commandant du détachement posté près de la faille dans le mur d'enceinte du Voile noir, puisqu'il descend des bâtisseurs du mur, les Deyer.
Il éprouvera dans un premier temps des sentiments pour Karigan, mais jettera son dévolu sur Estral, qui lui rendra ses sentiments, après avoir rencontré cette dernière.
Sa broche lui permet de créer un bouclier autour de lui.

## Univers

### Cavaliers verts
En Sacoridie, les cavaliers verts travaillent au sein d'une institution : le Drôme. Ils sont les messagers du Roi et ne reçoivent leurs ordres que de lui, par l'intermédiaire du capitaine des Cavaliers.
Ce sont des personnes de toute condition, de tout âge et venant de toute la Sacoridie.
Il n'est pas possible de devenir Cavalier Vert par envie. On ne peut devenir membre du Drôme qu'après avoir entendu l'Appel : c'est une sorte d'impulsion magique à laquelle nul ne peut résister ; 
c'est ainsi que sont recrutés les cavaliers.
Chaque cavalier possède une aptitude spéciale qui lui est propre et qu'il ne peut utiliser qu'avec la broche qui lui a été remise
à son entrée au Drôme. Les broches sont imprégnées de magie et remontent à la création du Drôme. Elles sont dissimulées par un sort et reconnaissable uniquement par les cavaliers verts et les mages. Ce sont elles qui choisissent leurs cavaliers et non l'inverse. Et lorsqu'un d'eux meurt, sa broche le quitte et rejoint seule le Drôme pour ainsi s'attacher à un nouveau messager. Les cavaliers verts possèdent aussi des chevaux messagers avec qui ils tissent un lien profond. Ce sont des chevaux spéciaux doués d'une endurance et d'une vélocité peu communes et ils sont les meilleurs compagnons de route des cavaliers verts. 

#### Liste des Cavaliers Vert
- Karigan G'ladheon
- F'ryan Cobblebaie (décédé)
- Lilieth Ambrioth (décédée) Première Cavalière
- Béryl Spencer ( décédée)
- Larenne Stèle (Capitaine puis Colonel)
- Mara Brennyn (cavalière principale puis lieutenant)
- Joie Hautescente (décédée)
- Connly ( lieutenant puis capitaine )
- Trace Brûle
- Alton D'Yer
- Éréale M'Farthon (décédée)
- Barde Martin (décédé)
- Ephram Neddique (décédé)
- Patrici
- Ty Neuterre
- Lynx
- Garth
- Tégane ( cavalière principale )
- Yates Carvallon (décédé)
- Fergal Duffe
- Val Pagette
- Justin (décédé)
- Osric M'Groux (décédé)
- Ben
- Sandie
- Olivier
- Fougère
- Sophina
- Carson
- Kayd
- Anna Cendre

### L'Ordre des Boucliers Noir (Armes)
L'Ordre est aussi vieux que le Royaume de Sacoridie ; ses membres ont juré de veiller sur la lignée royale et sur leurs morts. Ils protègent aussi bien la famille royale que les tombeaux de Sacor (crypte abritant les tombeaux des anciens souverains) et les artefacts qui y reposent.
Ils prennent très au sérieux la traîtrise et celle-ci est châtiée férocement. (Sauveru le Traître)
Ils sont l'élite de l'armée royale et reçoivent une éducation de maître-lames avant d'entrer au service du roi en tant que "gardes du corps" ou alors sont assignés à la surveillance des tombeaux où reposent les dépouilles des rois et reines ou héros de la Sacoridie. Ils apprennent à être froids et peu démonstratifs. Ils vont cependant manifester une certaine affection et un profond respect à l'égard de Karigan après tous les efforts de celle-ci pour sauver Zacharie. À leurs yeux, elle est une sorte d'Arme Honoraire.

#### Liste des Armes
- Fastion
- Rory
- Brienne Quin
- Wilson
- Guillis ( décédé )
- Ellen ( décédée )
- Donal
- Jendara (Décédée)
- Torne (Décédé)
- Sauveru (traitre, décédé)
- Colin Mergule (traître, exécuté)
- Joshua ( décédé )
- Le Fouet ou Clarence ( décédé )
- Travis

### Élétiens
- Les Élétiens sont un peuple très mystérieux. Ils sont immortels et certains ont le don de voir l'avenir, car tous maîtrisent la magie.
- Ils vivent dans le Bois d'Elt, au nord de la Sacoridie.
- Avant, la forêt du Voile Noir était un de leurs royaumes. C'était la légendaire Argenthyne, qui avait pour reine la tout aussi légendaire Laurelyne.
- Le roi du Bois d'Elt est Santanara. Il a une fille, la princesse Graélaléa, et un fils, le prince Jametari, qui est aussi le père de Soval, l'Élétien qui a pris part au complot visant à détruire le mur de d'Yer et faire chuter le roi Zacharie de son trône.

### Peuple de Sacoridie
Roi Zacharie

### Arcosiens et Second Empire
Les Arcosiens sont un peuple belliqueux originaire d'un autre continent. Ils projetaient d'envahir la Sacoridie afin d'en puiser toute la magie. Cette expédition était menée par Alessandros del Mornhavon, le fils de l'empereur Arcos V d'Arcosie, qui était secondé par son ami d'enfance Hadriax el Fex, lequel le trahit plus tard face aux atrocités qu'il avait commises. La conquête qu'ils menèrent s'avéra difficile et entraîna ce que le peuple de Sacor appela la Longue Guerre, et les Élétiens le Cataclysme, car beaucoup d'entre eux sont morts. Cette guerre dura plus de cent ans, mais se solda par la victoire de la Sacoridie, qui s'unifia sous l'égide d'un roi. Mornhavon, étant immortel lui aussi, fut emprisonné dans le Voile Noir grâce au mur de d'Yer.
Mais le peuple de l'Arcosie survécut et se mêla au peuple de Sacoridie. Il se transmit de génération en génération le savoir et la culture arcosienne, et mille ans après, leur descendance vit encore. Ces individus forment une société secrète, le Second Empire. Ses membres perpétuent la mémoire de leurs ancêtres en ne se mariant qu'entre eux, et en complotant pour la mort des Sacoridiens, pour la chute du mur ainsi que pour le retour de Mornhavon. Ils cherchent aussi à éliminer Karigan, car elle est une menace pour eux tous. Après leur découverte et leur exil volontaire, les membres du Second Empire se rassemblèrent sous l'autorité d'une puissante nécromancienne appelée « Grand-Mère », secondée par le général Bouleau.